# Leon Schönker

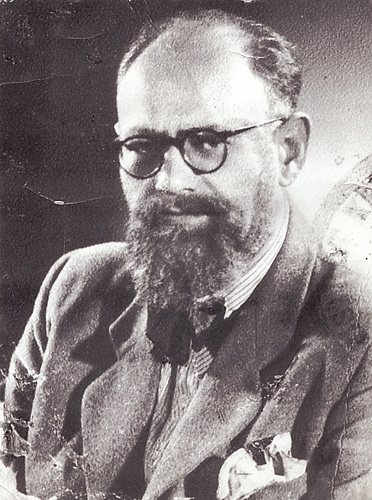
Leon Schönker

Leon Schönker (geboren 1903 in Oświęcim, Polen; gestorben 1965 in Ramat Yosef, Bezirk Tel Aviv, Israel) war ein polnischer Maler, Geschäftsmann und sozialer Aktivist. Er war bekannt für die Organisation eines Auswanderungsbüros in Oświęcim (deutsch Auschwitz), das Juden helfen sollte, das besetzte Polen zu verlassen und ihr Leben zu retten.

## Biografie
Die Familie Schönker ließ sich um die Mitte des 19. Jahrhunderts in Oświęcim nieder. Die nachfolgenden Generationen der Schönkers trugen wesentlich zur finanziellen und kulturellen Entwicklung von Oświęcim bei. Die Familie war dafür bekannt, dass sie enge Beziehungen zu den Einwohnern der Stadt pflegte, sowohl zu Juden als auch zu Christen, und auch im Stadtrat vertreten war. Leons Vater war Józef Schönker, ein bekannter Industrieller, der 1905 eine Pestizid-Fabrk namens A. E. Schönker gründete, die später in „Agrochemia Kunstdüngerfabrik GmbH“ umbenannt wurde. Er war Mitglied des Stadtrats, der Israelitischen Kultusgemeinde und der Sparkasse von Oświęcim.
Während des Ersten Weltkriegs zog die Familie Schönker nach Wien, wo der 15-jährige Leon sein Studium an der Akademie der bildenden Künste aufnahm. Nach dem Krieg setzte er seine Studien in Paris und Amsterdam fort. 1922 kehrte er nach Polen zurück und ließ sich zunächst in Krakau nieder, wo er sich in den örtlichen Kunstkreisen engagierte. Er gehörte zu den Gründern der Vereinigung jüdischer Maler und Bildhauer und wurde schließlich zu ihrem Vorsitzenden gewählt. Seine Polychromien schmückten den Innenraum der Wolf-Popper-Synagoge im Krakauer Judenviertel Kazimierz. Er veröffentlichte in mehreren Tageszeitungen und Zeitschriften, darunter Nowy Dziennik und Sztuka i Życie Współczesne. In der Zwischenkriegszeit war er bereits ein anerkannter Maler und ein bekannter Bürger von Krakau und Oświęcim. Seine Werke befinden sich in den Sammlungen der Bezalel-Akademie in Jerusalem und in der Eremitage.

### Auswanderungsbüro
1939 wurde Leon Schönker Präsident des jüdischen Ältestenrats in Oświęcim und übernahm Verantwortung für das Schicksal der jüdischen Gemeinde der Stadt. In den ersten Kriegsmonaten wurde er mit der Leitung des Auswanderungsbüros betraut und war an den Verhandlungen mit den deutschen Behörden in Berlin beteiligt. Die Bemühungen um die Umsiedlung der polnischen Juden blieben erfolglos, und die deutschen Behörden entließen Schönker und wählten an seiner Stelle einen willfährigeren Vorsitzenden des Ältestenrats. Schönkers Versuch, die Juden aus Schlesien zu retten, und seine anschließende Fortsetzung scheiterten, und die große Mehrheit der dortigen Juden wurde während des Holocausts ermordet. Die Geschichte des Auswanderungsbüros wird in dem Buch von Henryk Schönker mit dem Titel The Touch of an Angel erzählt.

### Nach 1940
Anfang 1940 war die Familie gezwungen, aus der Stadt zu fliehen. Sie gingen durch Krakau, Wieliczka und die Ghettos in Tarnów und Bochnia. Dank gefälschter Dokumente fanden sie sich als palästinensische Bürger in der Sonderabteilung des Lagers Bergen-Belsen wieder und warteten auf ihren Austausch. Nach der Evakuierung wurden sie befreit. Danach kehrten die Schönkers in ihre Heimatstadt zurück. Leon Schönker eröffnete die Agrochemia-Fabrik wieder und übernahm den Vorsitz der Jüdischen Religionsgemeinschaft. Er engagierte sich für die Überlebenden und den Wiederaufbau des jüdischen Lebens und der Stadt selbst. 1949 beschlagnahmten die Kommunisten seine Fabrik und sperrten ihn im Rahmen des Kampfes gegen die Privatwirtschaft ein. 1955 erhielt die Familie die Erlaubnis, das Land zu verlassen. Sie gingen nach Wien und später nach Israel. Leon Schönker starb 1965 in Ramat Yosef im Alter von 62 Jahren.